# Anacroneuria valle
Anacroneuria valle és una espècie d'insecte plecòpter pertanyent a la família dels pèrlids que es troba a Sud-amèrica: Colòmbia.
En el seu estadi immadur, és aquàtic i viu a l'aigua dolça, mentre que com a adult és terrestre i volador.